# Abdeenpalatset
Abdeenpalatset är ett palats i Kairo i Egypten. Det fungerade som ett huvudresidens för Egyptens kungafamilj 1863-1956, och är nu presidentpalats.
Det ersatte Kairo citadell som Egyptens kungliga residens. 